# Балка Васюківка
Балка Васюківка, Васюкова (рос. Б. Васюковка; б. Васильковская) — балка (річка) в Україні у Синельниківському районі Дніпропетровської області. Права притока річки Вовчої (басейн Дніпра).

## Опис
Довжина балки приблизно 14,12 км, найкоротша відстань між витоком і гирлом — 13,49 км, коефіцієнт звивистості річки — 1,12. Формується декількома балками та загатами. На деяких ділянках балка пересихає.

## Розташування
Бере початок у селі Краснощокове. Тече переважно на північний захід і в селищі Васильківка впадає в річку Вовчу, ліву притоку річки Самари.

## Цікаві факти
- У XX столітті на балці існували: 1 вітряний млин, 2 газгольдери та декілька газових свердловин[2].